# Spitsbergen
La isla de Spitsbergen (anteriormente conocida como Spitzberg Occidental) es la mayor de las islas del archipiélago de Svalbard, situada en la confluencia entre el océano Ártico, el mar de Barents y el mar de Groenlandia. La isla de Spitsbergen tiene una superficie aproximada de 39 044 km², aunque varias referencias citan pequeñas diferencias de tamaño. Este nombre, Spitzberg, ha sido aplicado también al archipiélago completo de Svalbard y todavía lo es ocasionalmente. La isla tiene 450 km de longitud y entre 40 y 225 km de ancho. Debido a que Spitsbergen se sitúa enteramente dentro del círculo polar ártico, es uno de los lugares donde el sol brilla durante las 24 horas del día en el mes de junio.

## Historia
El nombre Spitsbergen significa «picos escarpados» y le fue dado por el explorador neerlandés Willem Barents, que descubrió la isla mientras exploraba en busca del paso del Noreste en 1596. No obstante, el archipiélago puede haber sido conocido por los cazadores pomor rusos ya en los siglos XIV o XV, aunque no se dispone de evidencias sólidas antes del siglo XVIII. Pensaron que la tierra descubierta era parte de Groenlandia y, por ello, la bautizaron Grumant (Грумант). El archipiélago pudo también haber sido descubierto por los vikingos en 1194. El nombre Svalbard se menciona por primera vez en las sagas islandesas de los siglos X y XI, pero también podría referirse a la isla de Jan Mayen o incluso a Groenlandia.
Spitsbergen es una de las tres islas habitadas del archipiélago, y, de acuerdo con los términos del Tratado de Svalbard, los ciudadanos de cualquiera de los países firmantes pueden instalarse en el archipiélago. Actualmente, sólo Noruega y Rusia ejercen este derecho.
El mayor asentamiento en Spitsbergen es la ciudad noruega de Longyearbyen, mientras que el segundo mayor es el de la mina de carbón de Barentsburg (la cual fue vendida por los Países Bajos en 1932 a la compañía soviética Arktikugol). Otras poblaciones de la isla incluyen las antiguas comunidades mineras de Pyramiden y Grumantbyen (abandonadas en 1961 y 1998, respectivamente), una base de investigación polaca en Hornsundet y la remota población de Ny-Ålesund en el extremo norte.
Debido a las corrientes y a la fauna, las antiguas expediciones balleneras en Svalbard solían agruparse alrededor del oeste de Spitsbergen y de las islas cercanas a la costa.
Kvadehuksletta, al oeste de la isla Spitsbergen, es notable por sus estructuras de piedra únicas, incluyendo piedras muy circulares y de patrones laberínticos. Se cree que estas estructuras fueron formadas por el peso del hielo.
La isla de Edgeøya al sureste de Spitsbergen es una isla deshabitada que constituye una reserva natural, hogar del oso polar y el reno.
La isla fue ocupada por el ejército en 1941 para prevenir la ocupación alemana de las islas. El Reino Unido y Canadá enviaron fuerzas militares para destruir las instalaciones y prevenir la ocupación.

## Clima

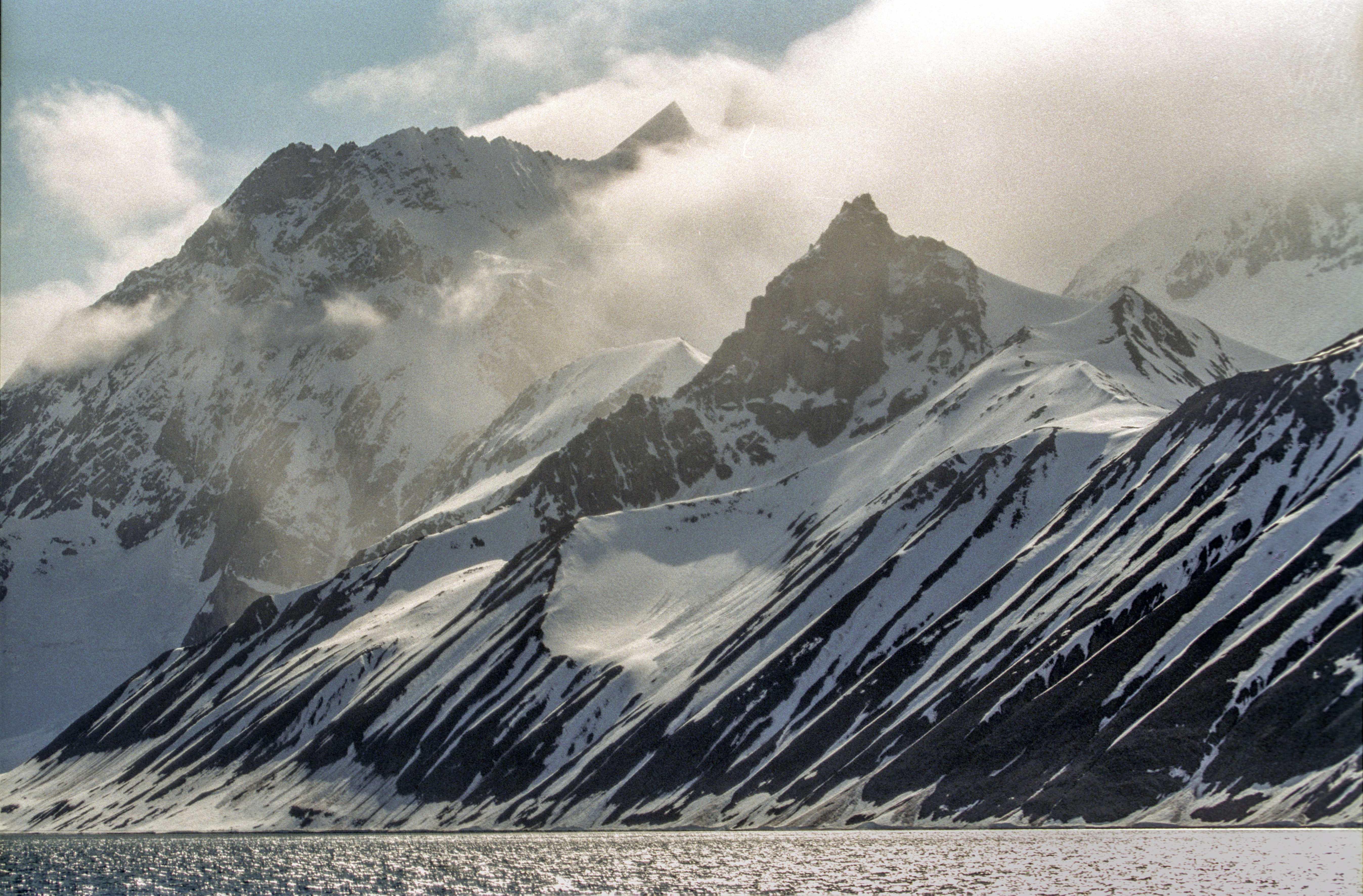
La nieve es habitual durante todo el año.

El clima de Svalbard está dominado por su elevada latitud, con una temperatura media en verano de entre 4 °C a 6 °C y unas medias en enero de -12 °C a -16 °C. La corriente del Atlántico Norte modera las temperaturas de Spitsbergen, especialmente durante el invierno, lo que le confiere una temperatura invernal hasta 20 °C superior a la de latitudes similares de Rusia y Canadá. Esto mantiene las aguas circundantes abiertas y navegables la mayor parte del año. Las zonas interiores de los fiordos y los valles, protegidos por las montañas, tienen menos diferencias de temperatura que la costa, lo que da unos 2 °C de temperaturas más bajas en verano y 3 °C más altas en invierno. En el sur de Spitsbergen, la temperatura es ligeramente más alta que más al norte y al oeste. Durante el invierno, la diferencia de temperatura entre el sur y el norte suele ser de 5 °C, y alrededor de 3 °C en verano.
Spitsbergen es el lugar de encuentro del aire polar frío del norte y del aire marino suave y húmedo del sur, lo que crea una baja presión y un tiempo cambiante y vientos rápidos, sobre todo en invierno; en enero, se registra una brisa fuerte el 17 % del tiempo en la estación meteorlógica  Isfjord radio, pero sólo el 1 % del tiempo en julio. En verano, sobre todo lejos de la tierra, la niebla es común, con una visibilidad inferior a  1 km registrada el 20 % del tiempo en julio. Las precipitaciones son frecuentes pero caen en pequeñas cantidades, normalmente menos de 400 mm  anualmente en el oeste de Spitsbergen. Llueve más en la parte oriental deshabitada, donde puede haber más de  1000 mm anualmente.

## Naturaleza

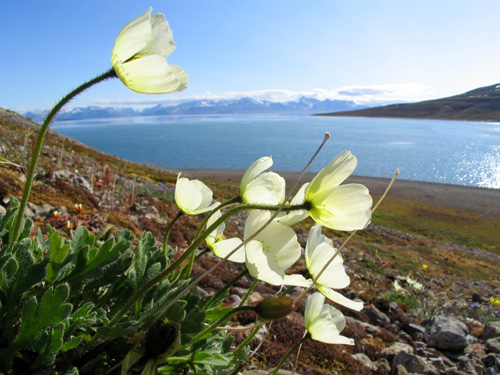
Amapola de Svalbard.

En la isla habitan tres especies de mamíferos terrestres: el zorro ártico, el reno de Svalbard y el topillo meridional introducido accidentalmente, que solo se encuentra en Grumant. Los intentos de introducir la liebre ártica y el buey almizclero han fracasado. Existen entre quince y veinte tipos de mamíferos marinos, entre los que se encuentran ballenas, delfines, focas, morsas y osos polares. El salvelino Salvelinus alpinus, también llamado trucha ártica, habita en Linne'vatn y otros lagos de agua dulce de la isla.
Los osos polares son el símbolo icónico de Spitsbergen y una de las principales atracciones turísticas. Aunque están protegidos, las personas que salen de los asentamientos están obligadas a llevar un rifle para matar a los osos polares en defensa propia, como último recurso en caso de que ataquen. Spitsbergen comparte una población de osos polares común con el resto de Svalbard y la Tierra de Francisco José. El reno de Svalbard (Rangifer tarandus platyrhynchus) es una subespecie distinta. Aunque antes estaba casi extinguida, se permite su caza y la del zorro ártico.
En Spitsbergen se encuentran unos treinta tipos de aves, la mayoría de las cuales son migratorias. El mar de Barents es una de las zonas del mundo con más aves marinas, con unos 20 millones de ejemplares contabilizados a finales del verano. Las más comunes son el mérgulo atlántico (Alle alle), el fulmar boreal, el arao de Brünnich (Uria lomvia y la gaviota tridáctila (Rissa tridactyla). Dieciséis especies están en la Lista Roja de la UICN. En particular, Storfjorden y Nordvest-Spitsbergen son importantes zonas de reproducción para las aves marinas. El charrán ártico es el que migra más lejos, hasta la Antártida. Sólo dos aves canoras migran a Spitsbergen para reproducirse: el escribano nival y la collalba gris. La perdiz nival es la única ave que pasa el invierno.

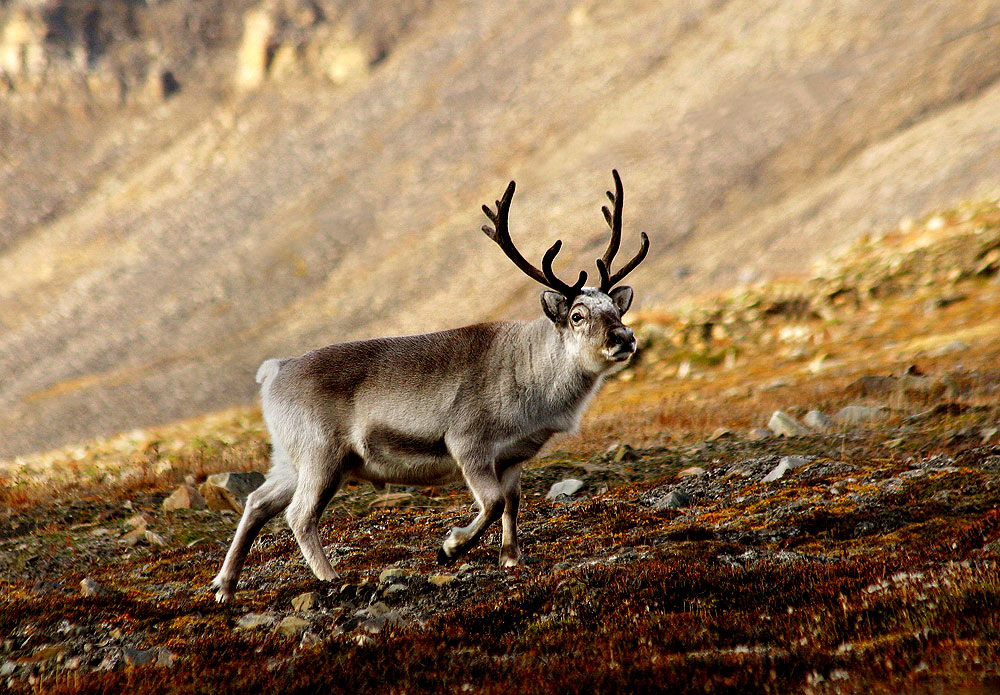
Reno de Svalbard.

En 2008 se descubrieron dos esqueletos parciales de Pliosaurus funkei (ver Pliosaurus) del período Jurásico. Se trata del mayor  reptil marino del  Mesozoico jamás encontrado - un pliosaurio que se estima que mide casi  15 m. Svalbard tiene permafrost y tundra, con vegetación ártica baja, media y alta. Se han encontrado 165 especies de plantas en el archipiélago. Sólo las zonas que se descongelan en verano tienen vegetación. La vegetación es más abundante en Nordenskiöld Land, alrededor de Isfjorden y en los lugares afectados por el guano. Aunque las precipitaciones son escasas, lo que confiere a la isla un clima de estepa, las plantas siguen teniendo un buen acceso al agua porque el clima frío reduce la evaporación. La estación de crecimiento es muy corta, y puede durar sólo unas semanas.
Hay seis parques nacionales de Noruega en Spitsbergen: el Indre Wijdefjorden, el Nordenskiöld Land, el Nordre Isfjorden Land, el Nordvest-Spitsbergen, el Sassen-Bünsow Land y el Sør-Spitsbergen. En la isla también se encuentra el Área Geotopo Protegida de Festningen; parte de la costa noreste forma parte de la Reserva Natural de Nordaust-Svalbard. Todos los rastros humanos anteriores a 1946 están automáticamente protegidos. Svalbard está en la lista provisional de Noruega para ser nominada como Patrimonio de la Humanidad de la UNESCO.

## Población

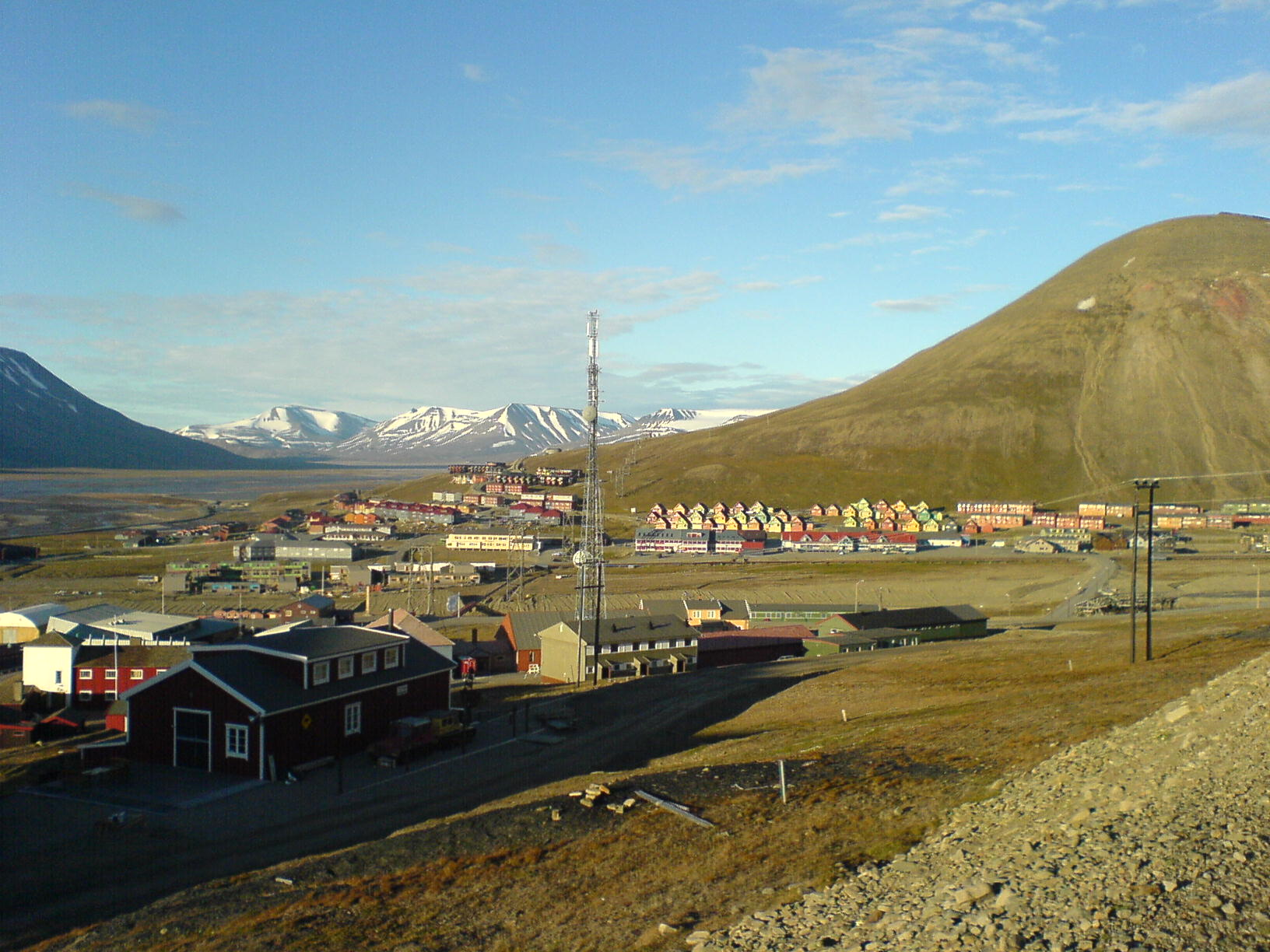
Longyearbyen

En 2009, Spitsbergen tenía una población de 2.753 habitantes, de los cuales 423 eran rusos o ucranianos, 10 eran polacos y 322 eran no noruegos que vivían en asentamientos noruegos. Los mayores grupos no noruegos en Longyearbyen en 2005 eran de Tailandia, Suecia, Dinamarca, Rusia y Alemania. Spitsbergen se encuentra entre los lugares más seguros del planeta, con una criminalidad prácticamente inexistente.
Longyearbyen es el mayor asentamiento de la isla, la sede del gobernador y la única ciudad incorporada. Cuenta con un hospital, una escuela primaria y secundaria, una universidad, un centro deportivo con piscina, una biblioteca, un centro cultural y un cine, transporte en autobús, hoteles, un banco, y varios museos. El periódico Svalbardposten se publica semanalmente. Sólo queda una pequeña fracción de la actividad minera en Longyearbyen; en su lugar, los trabajadores se desplazan a Sveagruva (o Svea), donde Store Norske explota una mina. Sveagruva es una ciudad dormitorio, con trabajadores que se desplazan semanalmente desde Longyearbyen.
Desde 2002, el Consejo Comunitario de Longyearbyen tiene muchas de las mismas responsabilidades de un municipio de Noruega, incluidos los servicios públicos, la educación, las instalaciones culturales, el cuerpo de bomberos, las carreteras y los puertos. No se ofrecen servicios de asistencia ni de enfermería, ni tampoco ayudas sociales. Los residentes noruegos conservan los derechos de pensión y asistencia médica a través de sus municipios peninsulares. El hospital forma parte del Hospital Universitario del Norte de Noruega, mientras que el aeropuerto es operado por la empresa estatal Avinor. Ny-Ålesund y Barentsburg son ciudades-empresa con toda la infraestructura propiedad de Kings Bay y Arktikugol, respectivamente. Otras oficinas públicas con presencia en Svalbard son la Dirección de Minería de Noruega, el Instituto Polar Noruego, la Administración Tributaria de Noruega y la Iglesia de Noruega. Svalbard está subordinada al Tribunal de Distrito de Nord-Troms y al Tribunal de Apelación de Hålogaland, ambos situados en Tromsø.

## Banco Mundial de Semillas de Svalbard
En 2007, el estado noruego junto a la Asociación Global para la Diversidad ha iniciado la construcción de un «arca del juicio final» en túneles practicados dentro de una montaña próxima a Longyearbyen, por un coste de 3 millones de USD en la isla que protegerá al menos 10 000 clases de semillas en el caso de una guerra nuclear o un cambio súbito en las condiciones climatológicas actuales. El gobierno noruego construiría este banco de semillas excavando una cavidad en Spitsbergen y después poniendo tantas semillas como pudiera dentro con apoyo de todos los países del mundo. Esta Bóveda Global de Semillas de Svalbard, un verdadero banco mundial de semillas, tiene máxima seguridad, con puertas a prueba de explosiones y la atmósfera sellada. 
La bóveda fue inaugurada el 26 de febrero de 2008, con 100 millones de semillas procedentes de un centenar de países de todo el mundo. La cantidad de semillas depositadas dependerá finalmente del número de países participantes en el proyecto.

## Imágenes

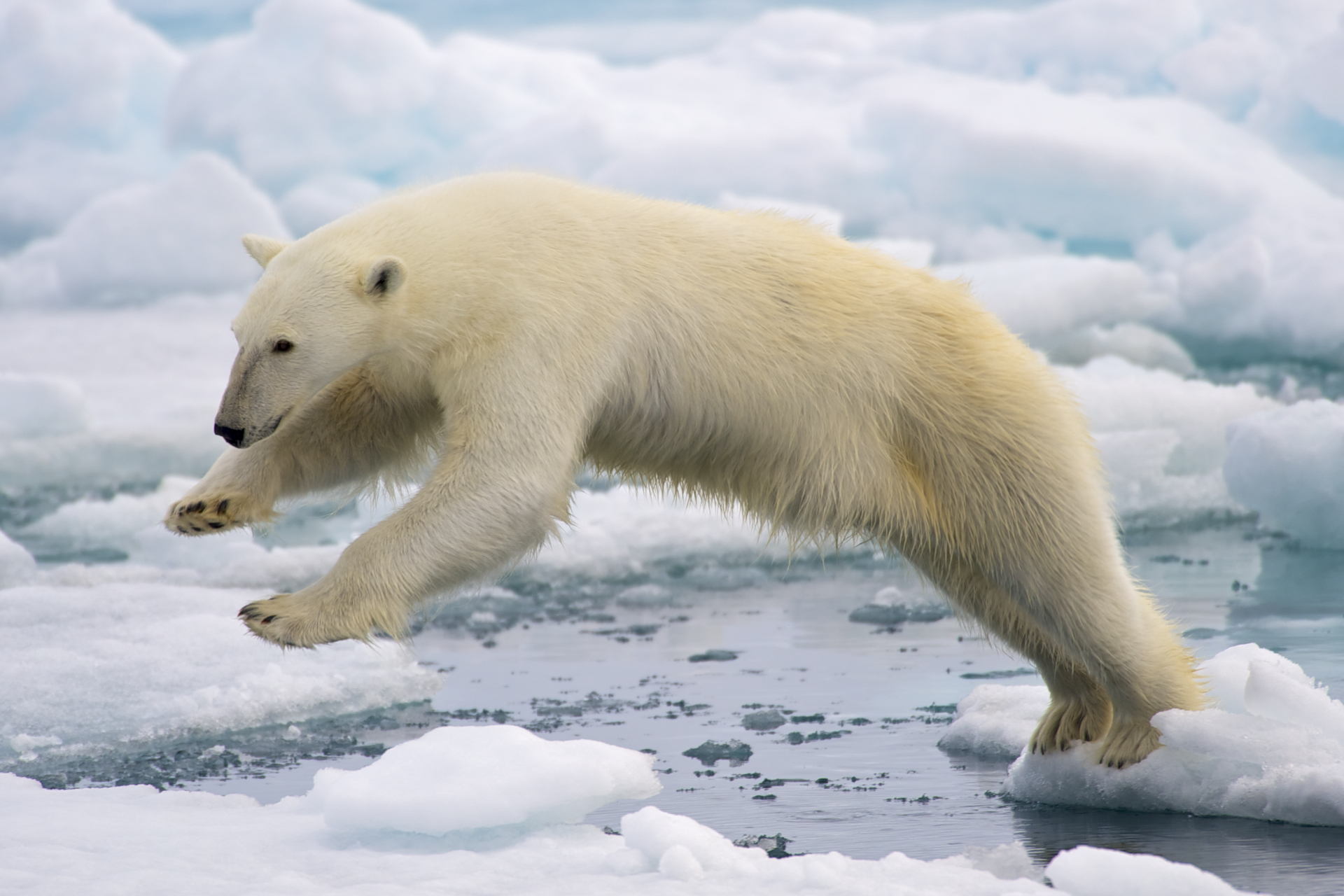
Un oso polar saltando entre los témpanos de la isla.
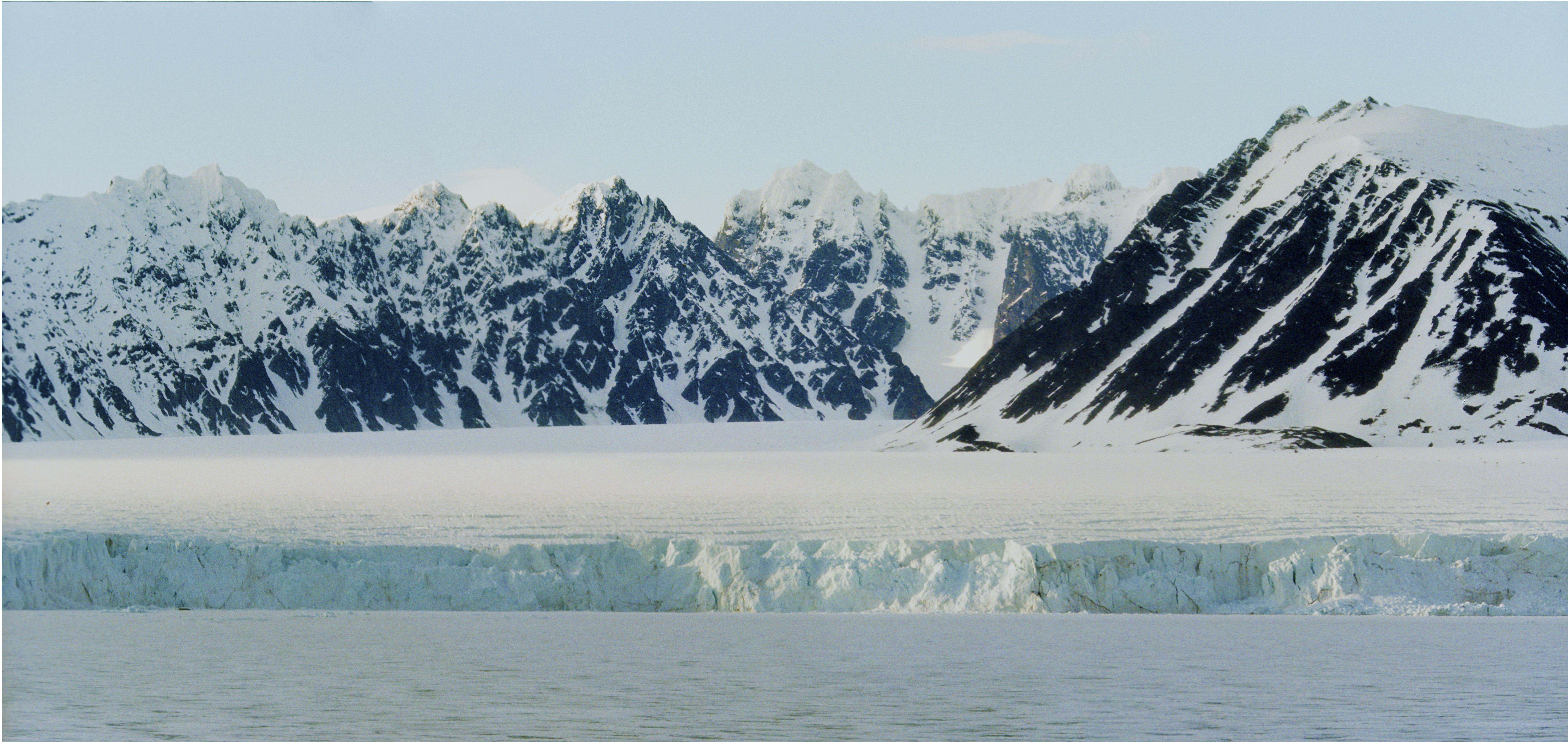
El glaciar Lilliehookbreen (2003).
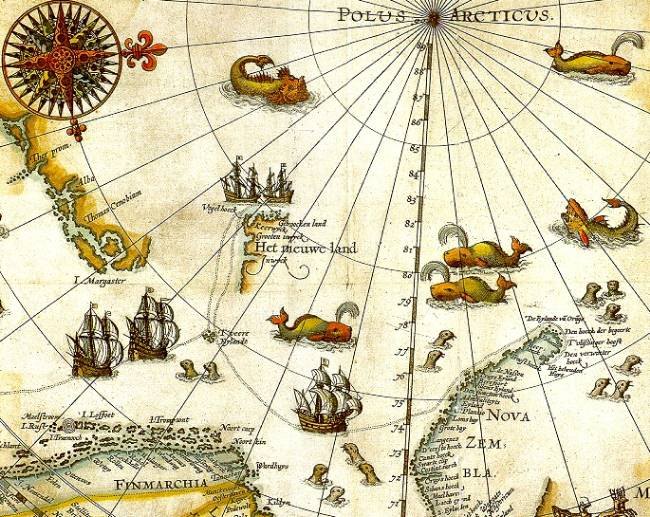
Porción del mapa de 1599 de la exploración del ártico realizada por el explorador neerlandés Willem Barentsz. Spitsbergen, aparece en el mapa (por primera vez) como  Het Nieuwe Land (en neerlandés "la tierra nueva"), en la parte central a la izquierda.
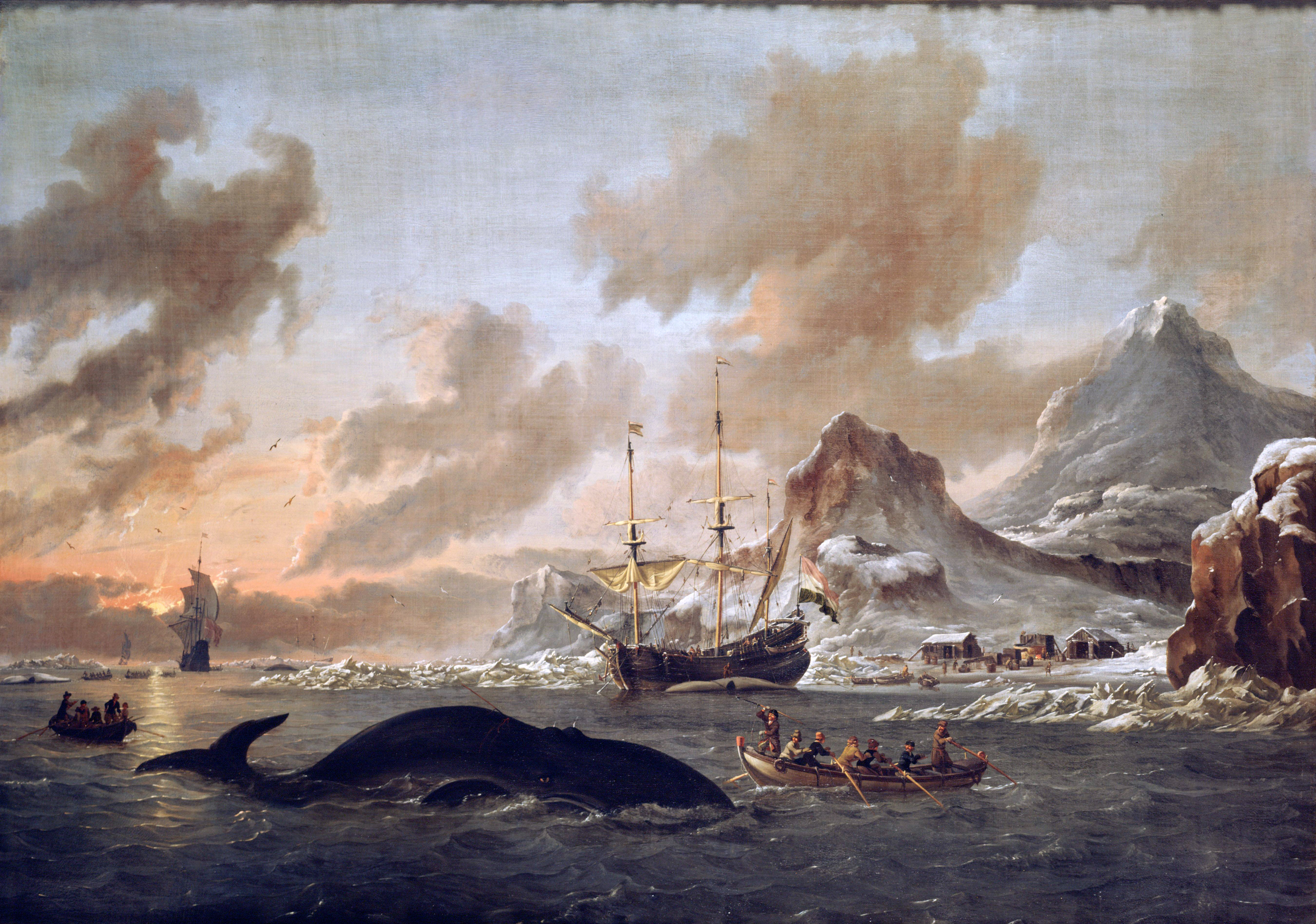
Balleneros neerlandeses cerca de Spitsbergen, pintura de Abraham Storck (1690).
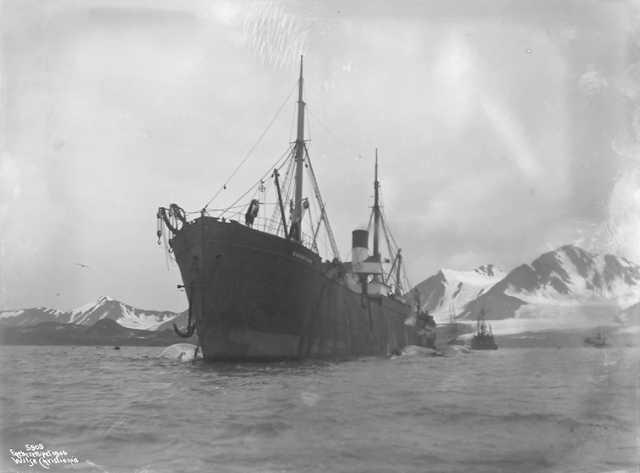
Una fotografía del barco ballenero factoría noruego Bucentaur en Bellsund, Spitsbergen
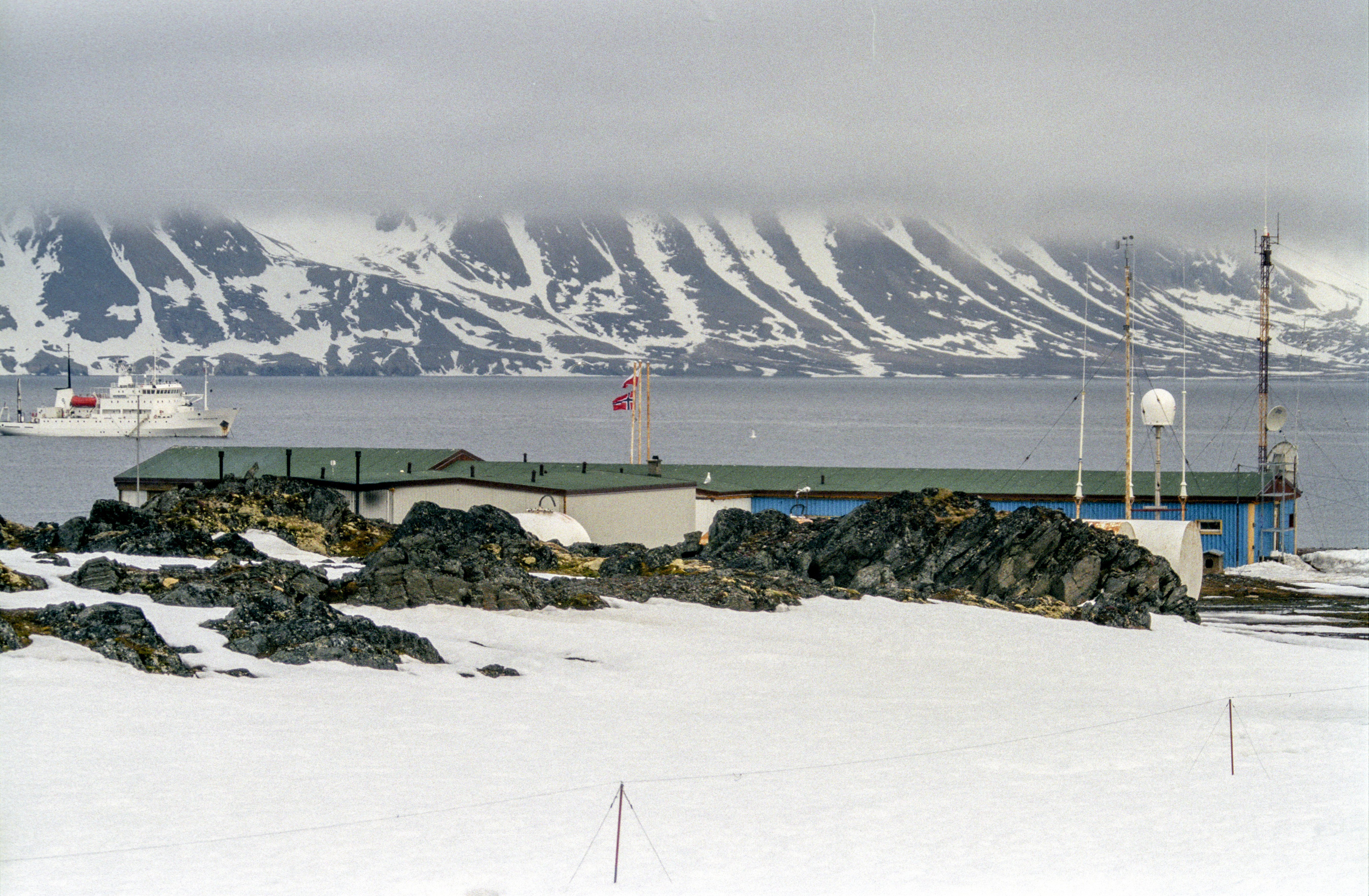
La Estación Ártica Polaca de Hornsund, fotografiada en 2003
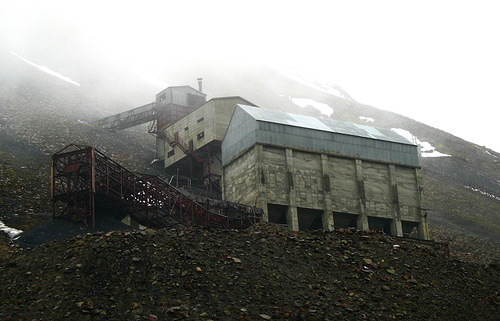
Mina abandonada en Longyearbyen